# Doeringiella asignata
Doeringiella asignata là một loài Hymenoptera trong họ Apidae. Loài này được Compagnucci & Roig-Alsina mô tả khoa học năm 2003.